# Туманов Володимир Олександрович
Туманов Володимир Олександрович (20 жовтня 1926, Кропоткін, Краснодарський край — 9 червня 2011, Москва) — радянський і російський юрист, голова Конституційного суду Російської Федерації в 1995—1997 роках. Доктор юридичних наук, професор. Заслужений діяч науки РРФСР (1987).
У 1948 році закінчив юридичний факультет Інституту зовнішньої торгівлі Міністерства зовнішньої торгівлі СРСР. У 1948—1959 роках працював в «Інтуристі». Навчався в аспірантурі Всесоюзного інституту юридичних наук Міністерства юстиції СРСР. У 1959—1994 роках працював в Інституті держави і права АН СРСР (потім РАН), де в 1969 році захистив дисертацію на здобуття наукового ступеня доктора юридичних наук за темою «Буржуазна правова ідеологія: (До критики вчень про право)»